# Bizone Rock
Der Bizone Rock (englisch; bulgarisch скала Бизоне skala Bisone) ist ein in südost-nordwestlicher Ausrichtung 120 m langer und 100 m breiter Klippenfelsen vor der Küste von Snow Island im Archipel der Südlichen Shetlandinseln. Er liegt 4,4 km westlich des Irnik Point und 3,85 km nordöstlich des Byewater Point. Er ist der größte und südlichste einer Gruppe von Klippen, die sich in südost-nordwestlicher Ausdehnung über eine Länge von 1,84 km und eine Breite von 1 km verteilen.
Britische Wissenschaftler kartierten ihn 1968, bulgarische 2009. Die bulgarische Kommission für Antarktische Geographische Namen benannte ihn 2012 nach der antiken Stadt Bisone im Nordosten Bulgariens.